# スーパー・ベスト (小柳ルミ子のアルバム)
『スーパー・ベスト』は、小柳ルミ子のベスト・アルバム。2013年9月4日に渡辺音楽出版から発売された。規格品番はWMP-60076。

## 解説
- CD帯『最強のベスト盤を価値ある価格で! 「わたしの城下町」「瀬戸の花嫁」…etc. 大ヒット曲を網羅!』
- TSUTAYAで発売されている999円（税込）の廉価版ベスト・アルバム『The Best Value』シリーズの小柳ルミ子盤。
- シングル曲を中心に収録されている。

## 収録曲
『乱』以外の楽曲の詳細は各ページを参照。
1. わたしの城下町
  - 1枚目のシングル。
2. 瀬戸の花嫁
  - 4枚目のシングル。
3. 春のおとずれ
  - 7枚目のシングル。
4. 花のようにひそやかに
  - 11枚目のシングル。
5. 赤い燈台
  - 12枚目のシングル『ひとり囃子』のB面曲。
6. ひと雨くれば
  - 15枚目のシングル。（1979年、1981年にも再発済み）
7. 夢追い列車
  - 25枚目のシングル。
8. 逢いたくて北国へ
  - 20枚目のシングル。
9. 泣きぬれてひとり旅
  - 26枚目のシングル。
10. 雨…
  - 27枚目のシングル。
11. 来夢来人
  - 30枚目のシングル。
12. 乱
  - 40枚目のシングル。
  - 作詞・FUMIKO、作曲・玉置浩二、編曲・奥慶一
  - 石川ひとみの18枚目のシングル『恋』に異なる歌詞をつけたリメイク楽曲。
13. 乾杯!
  - 39枚目のシングル。
14. お久しぶりね
  - 37枚目のシングル。

## 関連作品
- 小柳ルミ子のベスト・アルバム。
  - ニュー・ベスト -鳩-
  - ゴールデン☆ベスト 小柳ルミ子 シングル・コレクション
  - プレミアム・ベスト